# Eupithecia costalis
Eupithecia costalis är en fjärilsart som beskrevs av Walker 1863. Eupithecia costalis ingår i släktet Eupithecia och familjen mätare. Inga underarter finns listade i Catalogue of Life.